# アブハヴ・シナゴーグ

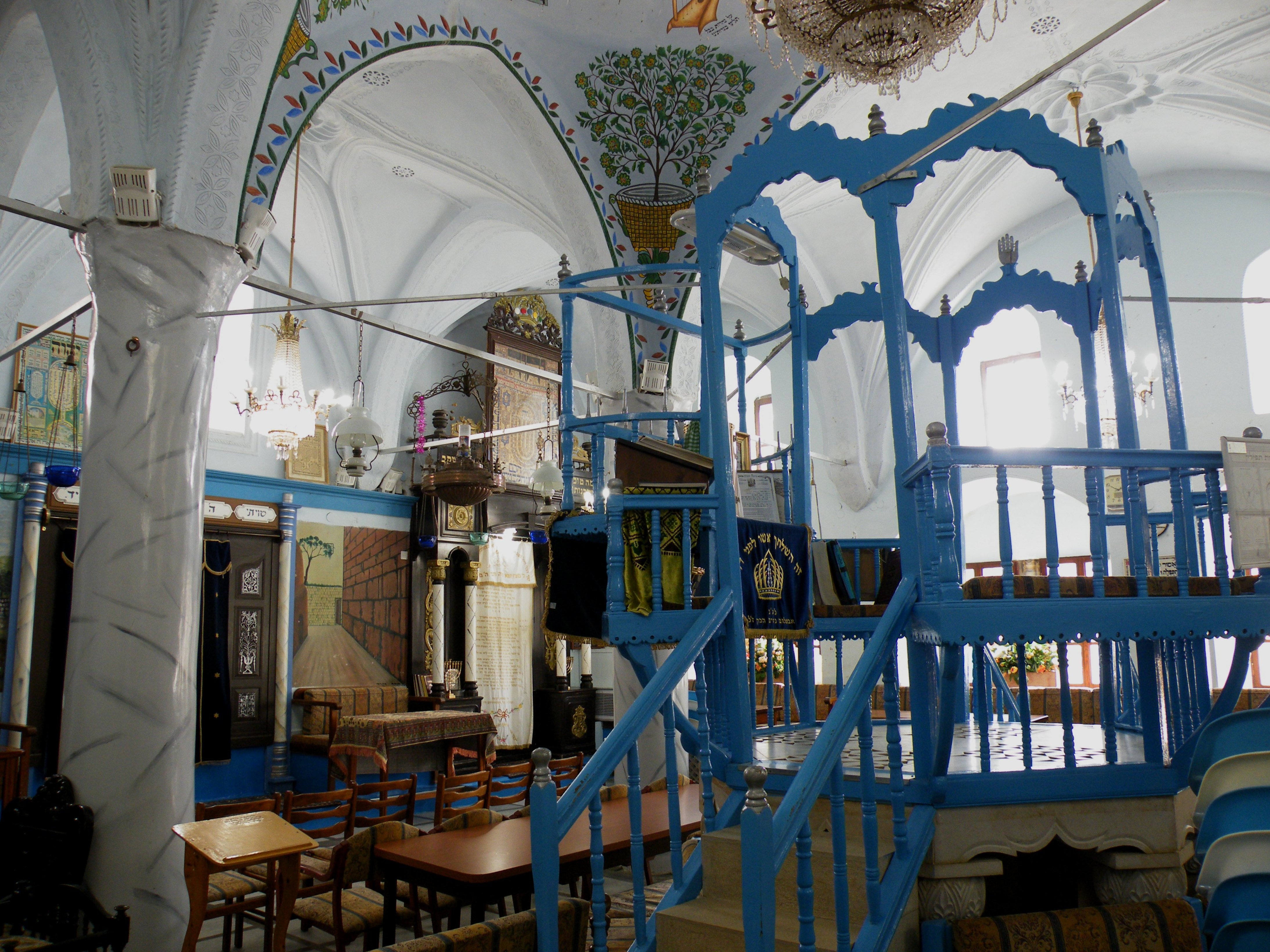
アブハヴ・シナゴーグ内部

アブハヴ・シナゴーグは、サフェドにある15世紀のシナゴーグである。15世紀スペインのカバラ主義者のラビ、イサーク・アブハヴにちなんで名付けられた。設計は、カバラ主義の教えに基づいていると言われている。

## 歴史
言い伝えによれば、アルハンブラ勅令によりスペインから追放され、１４９０年代にサフェドにたどり着いたラビ・アブハヴとその弟子たちは、シナゴーグを設計し建てた。他の伝承では、奇跡によりシナゴーグはスペインからサフェドに運ばれたと言う。シナゴーグは1837年の地震でほぼ完全に破壊され、聖櫃を含む南側の壁だけが現在も残る、元来の建物の名残である。
説教壇の6つの段は世界を作るのに要した6日間を象徴し、最上段の7段目はシャバット（7）を表す。聖櫃は3つの部分に分かれ、伝統的なトーラーの手写本を収めている。アブハヴにより書かれたものと、フェズのソロモン・オハナの手になるものがある。

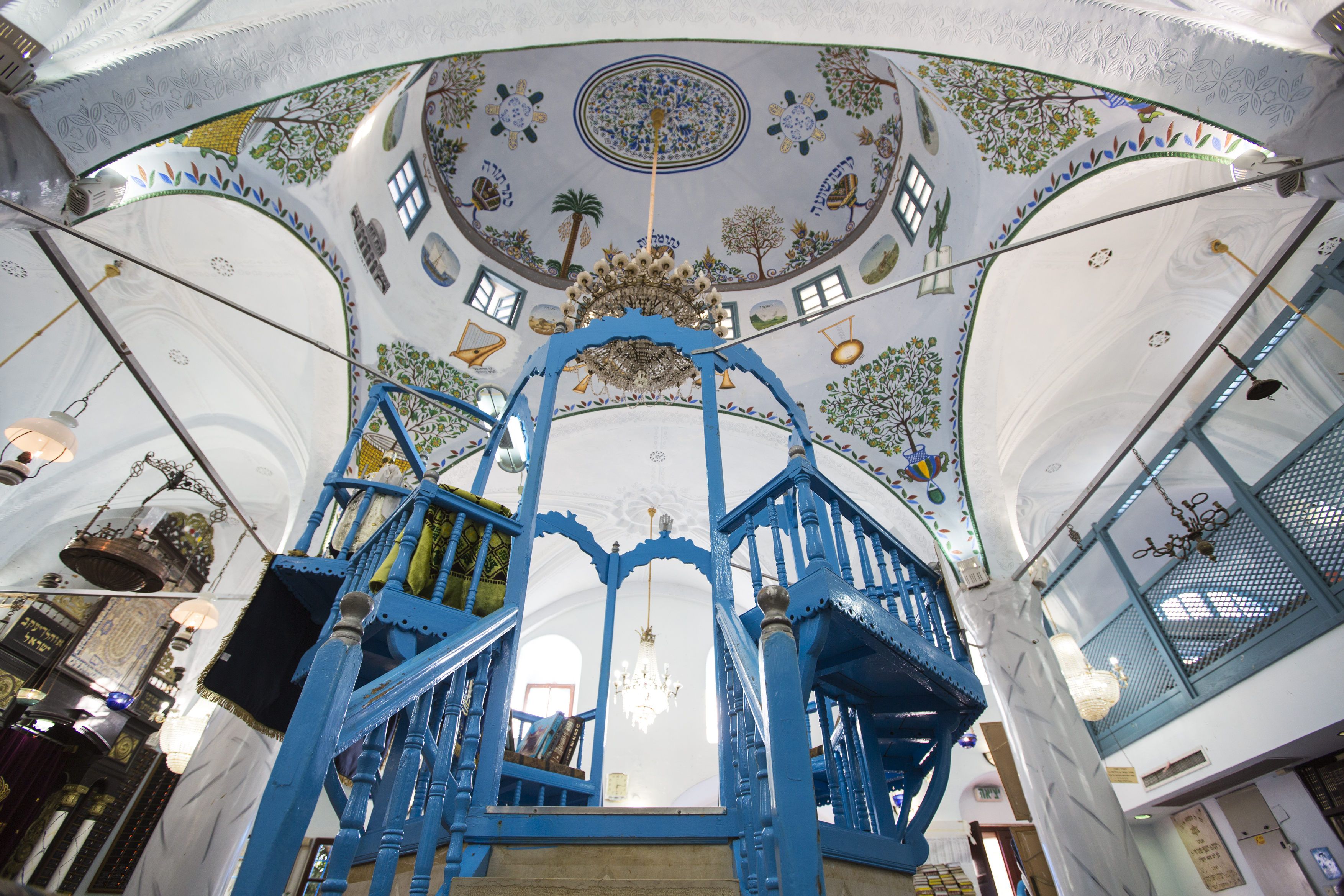